# Johannes Assuerus Ampzing

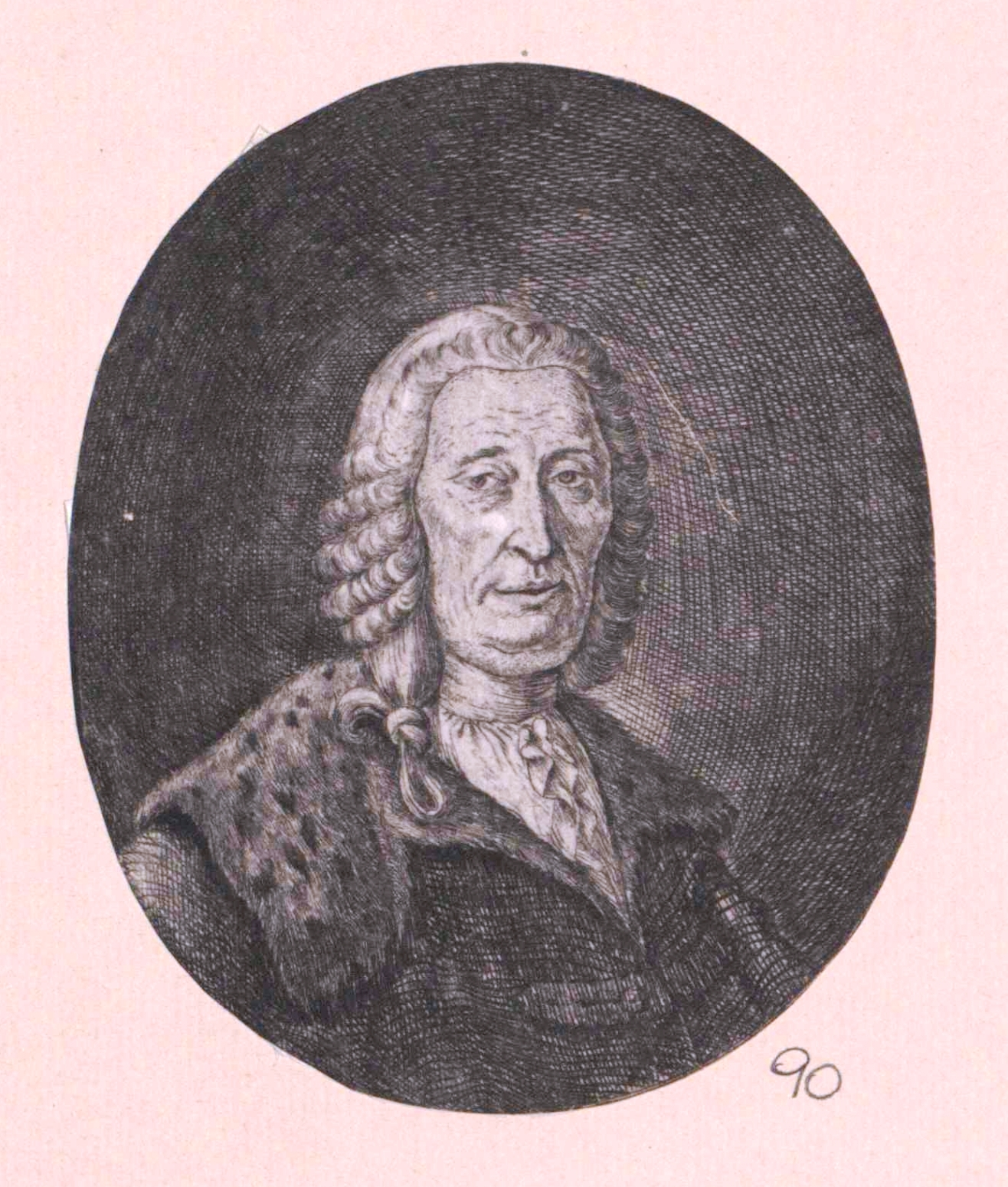
Johannes Assuerus Ampzing

Johannes Assuerus Ampzing, auch Ampsing, Ahasverus, (* 1558 in Overijssel; † 19. April 1642 in Rostock) war ein niederländischer Mediziner.

## Leben
Johannes Assuerus wurde 1558 in Oberyssel geboren, studierte Theologie, u. a. an der Universität Rostock, und wirkte folgend ab 1583 als reformierter Prediger und Mitglied der Synode. In 1591 verließ er seinen Dienst und sonderte sich aus dem kirchlichen Gemeindeleben ab. 1592–1593 arbeitete er als Prediger in der Armee des Fürsten Moritz von Oranien, der ihm ein gutes Zeugnis ausstellte. Die Synode bemühte sich ihm zu ermahnen zu einem christlichen Lebenswandel zurückzukehren, da er der Gemeindeversammlung fern blieb und weil er unmäßige Konversationen mit einer anderen als seine eigene Frau unterhielt. Die Synode beurteilte 1593 die Beweislage für ein unpassendes Verhältnis als unvollständig und rief zu Versöhnung auf. In 1594 verblieb er in Haarlem und verursachte da viel Ärger, indem er zu Pferd mit Schwert und Gewehr durch die Stadt zog und sich mit den Amtsdienern anlegte. Er weigerte sich die in Haarlem tagende Synode zu besuchen und behauptete er sei zu seinem Vergnügen in Haarlem und wollte für die Synode nicht gestört werden. Die Synoden Nordholland und Südholland haben mehrere Versuche unternommen ihm zu einem gottseligen Lebenswandel und Rückkehr zur Gemeinde zu bewegen, aber er fühlte sich der Kirche nicht mehr gebunden und wurde auch seines Amtes als Armeeprediger enthoben. Er ist dann mit der Frau, mit der er ein Verhältnis hatte ins Ausland gezogen, seine Frau Geesken Albertsdr. mit sieben Kindern unversorgt hinterlassend.
Er machte eine Reise nach Schweden, wo ihn ein Ruf als Stadtarzt nach Wismar ereilte. Assuerus ging diesem Ruf nach. 1603 heiratete er die Kaufmannswitwe Katharina von Sonnema, die 1611 verstarb. Im folgenden Jahr ging er als Stadtarzt nach Rostock. An der dortigen Universität lehrte er außerdem seit dem 5. März des folgenden Jahres als ordentlicher Professor der Medizin. Später war er außerdem Leibarzt des Herzogs. Seine niederländische Abendmahls-Konfession sorgte für Probleme mit dem geistlichen Ministerium Rostocks, die man im Konzil zu klären suchte. Daher wurde er 1633 seines Amtes als Professor enthoben, was er vor dem Konzil rückgängig machen wollte. Die folgenden Verhandlungen verliefen aber nicht zu seinen Gunsten. Noch 1640, im Alter von 82 Jahren, musste er das Rostocker Luthertum annehmen. Am 19. April 1642 starb Assuerus in Rostock.

## Werke
- Dissertatio Iatromathematica : In Qua De Medicinae Et Astronomiae praestantia, deq[ue] utriusq[ue] indissolubili coniugio disseritur: tum vero ipsa etiam Astrologia, quae pars est Astronomiae ... a contemptu quorundam vindicatur (Rostock 1602)
- Gegenbericht von der Pestilentz : Auff eines Lübeckschen Destillatoris ohnlangst außgangenen Tractat, welchen er tituliret: Kurtzer doch gründlicher und heilsamer Bericht/ wie man für der gifftigen Seuche der Pestilentz etc. (Rostock 1605)
- D. Joannis Assueri Ampsingii De Theriaca Senioris Andromachi Oratio (Rostock 1611, 1619, 1623)
- Theses De Alopecia Et Ophiasi (Rostock 1616)
- D. Joannis Assveri Ampsingii Transisulani, […] Disputatio De Calculo (Rostock 1617, 1623)
- D. Joannis Assveri Ampsingii Transisulani […] Medicinae Professoris ordinarii, & Poliatri Rostochiensis, Dialexis De Morborum Differentiis : Duabus partibus comprehensa. Quarum prior circa Morbi in genere considerati definitionem pene tota versatur. Altera Morborum species ad ultimam usq[ue] definiendo prosequitur (Rostock 1618)
- D. Joannis Assueri Ampsingii Transisulani […] & Poliatri Rostochiensis Dissertatio Iatromathematica : In Qua De Medicinae Et Astronomiae Praestantia, Deque Utriusque indissolubili coniugio disseritur: tum vero ipsa etiam Astrologia, quae pars est Astronomiae […] a contemptu quorundam vindicatur (Rostock 1618)
- Programma. In Obitum Honestissimae Matronae Catharinae Horstmans Coniugis Viri Magnifici […] D. Alberti Heinii Ictiillustris. Reverendis […] Iuris professoris & Antecessoris in hac Academia eximii (Rostock 1619)
- Joannis Assueri Ampsingii Hectas Affectionum Capillos Et Pilos Humani corporis infestantium (Rostock 1623)
- D. Johannis Assueri Ampsingii De Morborum Differentiis Liber (Rostock 1623)
- Nasturtium D. Joannis Assueri Ampsingii, contra Strygnium Jacobi Durfeldii (Rostock 1628)
- Aquila Coelestis seu Draco cum Dracone D. Johannis Assueri Ampsingii, contra Pseud antidotum Jacobi Durfeldii, Luthero, Philippo & Erasmo-magistis (Rostock 1628)
- Admonitio Christiana De Syrtibus Calvinistarum, In doctrina de aeterna Dei Praedestinatione & Reprobatione : tum etiam in doctrina, de Viribus Hominis vario in statu considerati (Rostock 1640)